# Hananias ben Nedebaios
Hananias (auch Ananias), Sohn des Nedebaios (griechische Form, der entsprechende hebräische Name ist Nedabiah; bei Josephus erscheint auch die Form Nebedaios) († 66 n. Chr.)
Vom König Herodes von Chalkis ernannt, war Ananias von 47 bis 59 n. Chr. (mit einer Unterbrechung 52/53 n. Chr.) Hoherpriester im Tempel von Jerusalem. Er führte den Vorsitz im Prozess gegen Paulus in Jerusalem und trat in Caesarea Maritima vor dem Statthalter Felix zusammen mit dem Anwalt Tertullus als Ankläger des Paulus auf.
Auf Betreiben des Gaius Ummidius Quadratus, Statthalters von Syrien, wurde er 52 n. Chr. nach Rom gebracht, um sich für Aufstände in der Provinz zu verantworten. Er wurde jedoch von Kaiser Claudius freigesprochen.
Josephus berichtet, er wäre nach Ende seiner Amtszeit beim Volk in höchsten Ehren gestanden, da er es nicht nur verstand, durch Geldgeschäfte zu Reichtum zu kommen, sondern diesen Reichtum für Geschenke an den Statthalter Albinus verwendete, wodurch es diesen günstig zu stimmen gelang. Lediglich seine Knechte hätten es gewagt, sich an dem Zehnten der Priester zu vergreifen, wodurch manche Priester, ihrer Nahrungsgrundlage beraubt, den Hungertod starben.
Im Talmud dagegen wird er in sehr negativer Form dargestellt: Er habe sich allein durch seine Gefräßigkeit berühmt gemacht und zu seiner Zeit sei niemals ein Opferstück übriggeblieben.
Als Römerfreund und Kollaborateur wurde er bei Ausbruch des jüdischen Krieges von den Zeloten ermordet.